# 모리타 마리에
모리타 마리에(일본어: 森田 茉里恵 もりた まりえ, 1992년 12월 25일 효고현 다카라즈카시 ~ )는 일본의 언론인이며 NHK 소속의 아나운서이다. NHK 방송 센터  아나운서실 소속이다.

## 생애
모리타 마리에(森田 茉里恵) 아나운서는 1992년 12월 25일 일본 효고현 다카라즈카시에서 출생했다. 그녀는 오사카 대학 외국어학부 베트남어전공을 졸업했다.

## 입사
그녀는 대학 졸업 후 2017년에 입사했다. 그녀는 첫 발령지로 NHK 니가타 방송국에서 아나운서로써 시작을 했다. 그녀는 니가타 뉴스 610과 니가타현의 뉴스앵커로도 활동하다가 2020년 3월 30일 개편에 따라 NHK 센다이 방송국으로 옮기면서 2022년 3월말까지 있다가 2022년 4월 개편에 따라 도쿄도에 있는 NHK 방송 센터 아나운서실로 발령을 받고 2022년 4월 뉴스 라이브 저녁 5시와 NHK 뉴스 오하요 일본을 진행하고 있다.